# 大岡忠綱

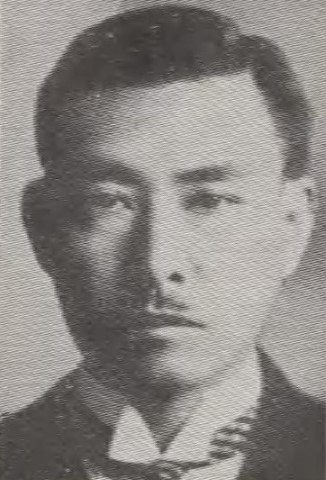
大岡忠綱

大岡 忠綱（おおおか ただつな、1894年（明治27年）3月17日 - 1948年（昭和23年）5月4日）は、大正から昭和期の銀行家、政治家、華族。貴族院子爵議員。

## 経歴
子爵・大岡忠明の息子として生まれる。父の死去に伴い、1905年（明治38年）2月16日に子爵を襲爵した。
学習院高等科を経て、1919年（大正8年）京都帝国大学法学部政治学科卒業。1921年（大正10年）朝鮮銀行に入行し、その後、同行東京支店支配人代理を務めた。
1932年（昭和7年）11月5日、貴族院子爵議員補欠選挙で当選し、研究会に属して活動し、1946年（昭和21年）5月9日に辞職するまで2期在任した。この間、鈴木貫太郎内閣・陸軍参与官、司法省委員、産業設備評価中央委員会委員などを務めた。その後、公職追放となった。

## 親族
- 祖父 大岡忠敬（西大平藩主、子爵）[1]
- 妻 静（しず、伊藤長次郎長女）[1]
- 長男 大岡忠輔[1]